# Životi i mišljenja znamenitih filozofa
Životi i mišljenja znamenitih filozofa je kompilacija životopisa antičkih grčkih filozofa koju je u 3. stoljeću pr. Kr. napisao Diogen Laertije. Naslov grčkog izvornika razlikuje se u detaljima u različitim rukopisima, na primjer: Λαερτίου Διογένους βίων καὶ γνωμῶν τῶν ἐν φιλοσοφία εὐδοκιμησάντων καὶ τῶν ἑκάστη αἱρέσει ἀρεσάντων τῶν εἰς δέκα τὸ πρῶτον (firentinski rukopis) ili Λαερτίου Διογένους βίοι καὶ γνῶμαι τῶν ἐν φιλοσοφία εὐδοκιμησάντων καὶ τῶν ἑκάστη αἱρέσει ἀρεσκόντων (pariški rukopis).
Djelo je napisano na grčkom jeziku s ciljem da pruži informacije o životu i učenjima grčkih filozofa. Spis je bio posvećen nekoj dami, "koja cijeni Platona" (φιλοπλάτωνι), ali koja ostaje nepoznata. Ukupno su obrađena 83 filozofa, od sedmorice mudraca do Epikura. Glavni kodeksi koji su se očuvali do današnjih dana su Neapolitanus Burbonicus III B 29 (iz 12. stoljeća), Laurentinus 69, 13 (iz 13. stoljeća) te Parisinus Graecus 1759 (iz 13. stoljeća).

## Sadržaj
Opisujući život i učenje svakog filozofa Diogen prati određena pravila: najprije se iznosi životopis filozofa, često anegdotskog karaktera, a zatim se ukratko obrazlaže njegova misao, bilo uz navođenje citata bilo uz doksografske bilješke različite širine i preciznosti. U Pariškom kodeksu (Parisinus Graecus) navodi se sadržaj djela:
- Knjiga I: Tales, Solon, Hilon, Pitak, Bijant, Kleobul, Perijandar, Anaharsis, Mizon, Epimenid i Ferekid;
- Knjiga II: Anaksimandar, Anaksimen, Anaksagora, Arhelaj, Sokrat, Ksenofont, Eshin, Aristip, Teodor Atej, Fedon, Euklid, Stilpon, Kriton, Simon, Glauk, Simija, Kebes i Menedem;
- Knjiga III: Platon;
- Knjiga IV: Speusip, Ksenokrat, Polemon, Krates, Krantor, Arkesilaj, Bion, Lakid, Karnead i Klitoman;
- Knjiga V: Aristotel, Teofrast, Straton, Likon, Demetrije i Heraklid;
- Knjiga VI: Antisten, Diogen iz Sinope, Monim, Onesikrit, Krates iz Tebe, Metrokle, Hiparhija, Menip i Menedem;
- Knjiga VII: Zenon iz Kitija, Ariston, Heril iz Kartagene, Diogen Stoičar, Sfero, Kleant, Hrizip i još dvadeset drugih biografija koje nedostaju u sačuvanim kodeksima;
- Knjiga VIII: Pitagora, Empedoklo, Epiharm, Arhita, Alkmeon iz Krotona, Hipas, Filolaj i Eudoks iz Knida;
- Knjiga IX: Heraklit, Ksenofan, Parmenid, Melis sa Samosa, Zenon iz Eleje, Leukip, Demokrit, Protagora, Diogen iz Apolonije, Anaksarh, Piron i Timon iz Flijunta;
- Knjiga X: Epikur.

### Knjiga I
U uvodu Diogen utemeljenje filozofije pripisuje Grcima, osporavajući bilo kakvu mogućnost da je ona potekla od "barbara". Sam pojam "filozofija" prvi je upotrijebio Pitagora, osnivač "italske škole". Anaksimandar je pak bio utemeljitelj "jonske škole". Filozofi se mogu podijeliti na "dogmatičare" i "skeptičare", a sama filozofija bavi se fizikom, dijalektikom i etikom. Diogen zatim obrađuje sedmoricu mudraca, koji ipak nisu filozofi u pravom smislu te riječi, već samo preteče filozofske misli.

### Knjiga II
U ovoj knjizi Diogen obrađuje "jonsku školu", koju započinje Anaksimandrom, za koga kaže da je bio Talesov učenik, a zatim prelazi na obradu Sokrata i njegove škole. Prijelaz s jonske filozofije prirode na sokratsku filozofiju morala Diogen objašnjava dolaskom Jonjanina Arhelaja u Atenu, koji je postao Sokratovim učiteljem.

### Knjiga III
Treća je knjiga u cjelini posvećena Platonu, i to tako da se najprije obrađuje njegov životopis, a zatim dijalozi, pri čemu se Platon naziva utemeljiteljem tog književnog roda. Obrađuje se zatim njegov odnos prema dijalektici i pobijanju, te se objašnjava karakter platonovske indukcije.
Izlaže se potom Platonova filozofija, od besmrtnosti duše objašnjene u Fedonu do kozmologije date u Timaju, od fizike i geometrije do etike i problema Dobrog i pravde, kako su objašnjeni u Državi. Posljednji dio ove knjige posvećen je platonovskoj doksografiji, i to prema spisu O diobama koji se pripisivao Aristotelu i možda prema bilješkama s usmenih predavanja koja je Platon održavao u Akademiji.

### Knjiga IV
Četvrta se knjiga bavi razvojem Akademije od Speusipa, Platonovog nasljednika na čelu platonovske škole od 347. do 339. pr. Kr., sve do Klitomaha, sholarha Akademije od 128. do 109. pr. Kr. O njemu se iznosi veoma oskudni životopis, a zatim se s akademičara prelazi na peripatetike, koji su, prema Diogenu, "također potjecali od Platona i čiji je začetnik bio Aristotel".

### Knjiga V
Po Diogenovom mišljnju, Aristotel je bio "najgenijalniji Platonov učenik", ali se također iznose podaci o njegovom napuštanju Akademije i osnivanju peripatetičke škole te o raznim događajima u Aristotelovom životu, sve do njegove oporuke, uz mnogo anegdota i maksima. Slijedi precizan popis Aristotelovih djela i sažetak njegovog filozofskog učenja.
Nalazimo također životopise aristotelovskih filozofa, od Teofrasta i Heraklida Pontskog, koji je u stvari imao platoničko-pitagorejsko obrazovanje.

### Knjiga VI
Ova je knjiga posvećena kiničkim filozofima te se zapravo nastavlja na II knjigu, i to od trenutka kada je Sokrat postao učitelj Antistena, koga pak Diogen smatra pretečom stoičke filozofije, koja se obrađuje u VII. knjizi.
Obimniji životopisi posvećeni su Antistenu, Diogenu iz Sinope i Kratesu. Slijedi kratak životopis Hiparhije, Metroklove sestre i Kratesove žene, jedine žene filozofkinje u povijesti sve do Hipatije iz Aleksandrije koja je živjela na prijelazu iz 4. u 5. stoljeće. Knjiga završava kratkim doksografskim pregledom kiničke filozofske misli.

### Knjiga VII
Ovu knjigu započinje biografija Zenona iz Kitija, osnivača stoicizma i učenika kiničara Kratesa. Slijedi dulje izlaganje stoičkih učenja, koje Diogen dijeli na logiku, etiku i fiziku. Nakon kratkih životopisa Aristona s Kiosa, Herila iz Kartagene i Diogena Stoičara, koji se smatraju neortodoksnim stoičarima, knjiga se nastavlja s Kleantom, prvim pravim nasljdnikom Zenonovog učenja, i sa Sferom s Bospora, da bi se završila s Hrizipom. Veliki nedostaci teksta lišili su nas informacija o još dvadeset stoičara.

### Knjiga VIII
U VIII knjizi Diogen ukratko obrađuje "italske filozofe", započinjući s podužim polumitskim životopisom Pitagore, njegovim prethodnim inkarnacijama i odnosom sa svećenicom iz Delfa i s Orfejem. Tu obrazlaže i Pitagorina matematička učenja, pravila ishrane i etička načela, te završava s jednim navodnim Pitagorinim pismom upućenim Anaksimenu.
Drugi važni životopis je Empedoklov. Sijede kraći životopisi Epiharma, koji je u biti bio pjesnik, Arhite, gdje piše i o Arhitinoj azmjeni pisama s Platonom te o njegovim istraživanjima na području geometrije i mehanike, zatim životopisi Alkmeona iz Krotona, Hipasa i Filolaja, zaključujući s astronomom Eudoksom s Knida.

### Knjiga IX
Ova je knjiga posvećena dvojici filozofa, Heraklitu i Ksenofanu, za koje Diogen smatra da ne pripadaju nijednoj određenoj filozofskoj školi, zatim "italskim filozofima" koji nisu obrađeni u prethodnim knjigama, kao što su elejci i atomisti, zatim skeptičarima, od njihovog osnivača Pirona do Timona, te se zaključuje dugim popisom imena manjih skeptičara, sve do Seksta Empirika i njegovog učenika Saturnina Kitene.

### Knjiga X
Ova je knjiga u cjelini posvećena Epikuru, te odiše očiglednom naklonošću prema ovom filozofu, zbog čega se danas i smatra da je Diogen bio epikurejac. U ovoj knjizi opisuje Epikurov život, njegov odnos prema Anaksagori, Arhelaju i Ksenokratu te donosi popis njegovih djela. Diogen dijeli epikurejsku filozofiju na kanoniku, fiziku i etiku.
Zatim se u cjelini prenosi njegovo Pismo Herodotu o fizici: koncept tijela, praznine, atoma, pojava i osjetila, sve do rasprave o važnosti fizike u osnivanju etike i za postizanje ataraksije.
U cjelini se prenosi i Epikurovo Pismo Pitoklu o kozmologiji. Epikur obrazlaže strukturu svemira, Sunca, Mjeseca i zvijezda; objašnjava atmosferske pojave, prirodu zvijezda stajačica, kometa i padalica, prema materijalističkoj koncepciji koja isključuje bilo kakvu božansku intervenciju.
Na kraju se u cjelini donosi i Epikurovo Pismo Menekeju o etici i sreći: teorija o zadovoljstvu, razlozi zbog čega se ne moramo bojati bogova, smrti i patnji. Knjiga završava ilustracijom razlika između umjerenog zadovoljstva epikurejaca i ekstremnog zadovoljstva kirenaičara te popisom četrdeset izreka pripisanih Epikuru.

## Vanjske poveznice
- On-line version of Lives and Opinions of Eminent Philosophers  Arhivirana inačica izvorne stranice od 4. studenoga 2007. (Wayback Machine)
- Article
- Diogenes Laërtius The Lives and Opinions of Eminent Philosophers trans. C.D. Yonge (London: George Bell & Sons, 1895: Public Domain)